# Brockhauser István
Brockhauser István (Budapest, 1964. május 3. –) válogatott labdarúgó, kapus, edző.

## Pályafutása

### Klubcsapatban
1975-ben, az Újpesti Dózsában kezdte a labdarúgást. 1983-ban tagja volt az MNK győztes csapatnak. 1983-ban a Váci Izzó csapatához igazolt. Sorkatonai szolgálata alatt egy idényen át a H. Szabó Lajos SE csapatában szerepelt. Az élvonalban, váci színekben mutatkozott be 1987-ben. 1988-ban visszatért a nevelő egyesületéhez, ahol tagja volt az 1990-ben bajnokságot nyert, illetve az 1992-ben magyar kupa győztes csapatnak. 1992-ben Kispestre szerződött, ahol rögtön az első idényben bajnok lett a csapattal. 1996-ban magyar kupa győzelemmel búcsúzott a kispesti csapattól. Egy rövid győri szereplés után Belgiumba szerződött az KRC Genk együtteséhez, ahol kétszeres belga bajnok és kupa győztes lett. 2002-ben visszatért az Újpesthez, ahol 2004-ben fejezte be az aktív labdarúgást.

2012 és 2015 között az Újpest technikai vezetője volt.

### A válogatottban
1990 és 1994 között 10 alkalommal szerepelt a válogatottban.

## Sikerei, díjai
- Magyar bajnokság
  - bajnok: 1989–90, 1992–93
- Magyar kupa
  - győztes: 1983, 1992, 1996
- Belga bajnokság
  - bajnok: 1998–99, 2001–02
- Belga kupa
  - győztes: 1998, 2002

## Statisztika

### Mérkőzései a válogatottban
| Magyarország | Magyarország       | Magyarország                  | Magyarország | Magyarország | Magyarország     | Magyarország | Magyarország | Magyarország |
| #            | Dátum              | Helyszín                      | Hazai        | Eredmény     | Vendég           | Kiírás       | Gólok        | Esemény      |
| ------------ | ------------------ | ----------------------------- | ------------ | ------------ | ---------------- | ------------ | ------------ | ------------ |
| 1.           | 1990. március 20.  | Budapest, Üllői úti Stadion   | Magyarország | 2 – 0        | Egyesült Államok | barátságos   | -            |              |
| 2.           | 1990. március 28.  | Budapest, Népstadion          | Magyarország | 1 – 3        | Franciaország    | barátságos   | -            |              |
| 3.           | 1990. április 11.  | Salzburg, Lehen Stadion       | Ausztria     | 3 – 0        | Magyarország     | barátságos   | -            |              |
| 4.           | 1991. január 17.   | Chandrasekharah, Nair Stadion | India        | 1 – 2        | Magyarország     | Nehru-kupa   | -            | 77'          |
| 5.           | 1991. december 4.  | León                          | Mexikó       | 3 – 0        | Magyarország     | barátságos   | -            |              |
| 6.           | 1992. április 29.  | Ungvár                        | Ukrajna      | 1 – 3        | Magyarország     | barátságos   | -            | 89'          |
| 7.           | 1992. május 12.    | Budapest, Népstadion          | Magyarország | 0 – 1        | Anglia           | barátságos   | -            |              |
| 8.           | 1992. május 27.    | Stockholm, Råsunda Stadion    | Svédország   | 2 – 1        | Magyarország     | barátságos   | -            |              |
| 9.           | 1993. március 7.   | Fukuoka, Hakatanomori Stadion | Japán        | 0 – 1        | Magyarország     | Kirin-kupa   | -            |              |
| 10.          | 1994. december 14. | Mexikóváros, Azték-stadion    | Mexikó       | 5 – 1        | Magyarország     | barátságos   | -            | 54'          |
|              | Összesen           |                               |              | 10           | mérkőzés         |              | 0            | gól          |